# Les Dents de la mort (téléfilm)
Pour les articles homonymes, voir Les Dents de la mort (homonymie).
Pour plus de détails, voir Fiche technique et Distribution.
Les Dents de la mort (Red Water) est un téléfilm américain réalisé par Charles Robert Carner, sorti en 2003.

## Synopsis
Un requin monstrueux attaque les gens.

## Fiche technique
- Titre original : Red Water
- Titre français : Les Dents de la mort
- Réalisation : Charles Robert Carner
- Scénario : JD Feigelson, Chris Mack
- Musique : Louis Febre, Dominic Messinger
- Société de production : Sony Pictures Television
- Pays d'origine :  États-Unis
- Langue originale : anglais
- Genre : suspense
- Durée : 92 minutes
- Date de sortie :
- États-Unis : 17 août 2003
- public : -12

## Distribution
- Lou Diamond Phillips (V. F. : Éric Legrand) : John Sanders
- Kristy Swanson (V. F. : Valérie Siclay) : Kelli Raymond
- Coolio (V. F. : Jean-Paul Pitolin) : Ice
- Jaimz Woolvett (V. F. : Jean-François Aupied) : Jerry Collins
- Rob Boltin (V. F. : Constantin Pappas) : Emery Brousard
- Langley Kirkwood (V. F. : Lionel Melet) : Brett van Ryan
- Dennis Haskins (V. F. : Vincent Grass) : Dale Landry
- Gideon Emery (V. F. : Cyril Monge) : Gene Bradley
- Charles Dumas : Hank Ellis
- Garth Collins : Lacombe
- Nathalie Boltt : Marie Savoy

Source et légende : Version française (V. F.) sur AlloDoublage